# Rain (The Cult)
Rain is een nummer van de Britse rockband The Cult. Het is de eerste single van hun negende studioalbum Love uit 1985. Op 27 september dat jaar werd het nummer op single uitgebracht.

## Achtergrond
Het nummer zou aanvankelijk "Sad Rain" heten. Zanger Ian Astbury haalde zijn inspiratie voor het nummer uit zijn interesse in Inheemse Amerikanen in de Verenigde Staten, en de regendans van het Arizonaanse Hopi-volk. "Rain" behaalde de 17e positie in zowel thuisland het Verenigd Koninkrijk als in Ierland, maar daarbuiten werd het echter geen hit.
Ondanks dat de plaat een hit werd op de Britse eilanden en veel fans daarbuiten er enthousiast over zijn, is het niet één van Astbury's favoriete nummers. Nadat de band het nummer tijdens een optreden in 1989 in de Wembley Arena had gespeeld, vroeg Astbury het publiek, doelend op het nummer: "Dus jullie vinden deze leuk?". Nadat het publiek juichend reageerde, zei Astbury: "Nou, ik persoonlijk niet, maar alsjeblieft".

## Trackinglijst
7" vinylsingle "
A kant : "Rain"
B kant : "Little Face"
12" vinylsingle "
A kant: "Rain", "Little Face"
  B kant: "(Here Comes The) Rain"